# Conduent
Conduent Inc. (NASDAQ: CNDT

) er en amerikansk erhvervsserviceudbyder med hovedkvarter i New Jersey. Den blev etableret i 2017 som et virksomheds-spin-off fra Xerox.  De har 31.000 ansatte i 22 lande.